# Дефекти у кристалах

Дефекти в кристалах

Дефе́кти у криста́лах (англ. crystal defects, lattice imperfection; нім. Defekte m pl in Kristall) — субмікродефекти у вигляді порушення періодичності розміщення атомів або йонів у реальних кристалах.
Виникають як під час росту кристалів, так і після їх утворення в результаті теплового, механічного, радіаційного, електричного, магнітного та інших впливів.

## Види дефектів у кристалах
За геометричними ознаками субмікродефекти поділяють на точкові, лінійні та плоскі. Точковими є вакансії, атоми у міжвузловині, домішкові (сторонні) атоми. Вакансія може утворюватися при переході атома з вузла ґратки у міжвузловину (дефект Френкеля) або при виході його на поверхню кристала (дефект Шотткі). Порушення в структурі кристалів хімічних сполук, зумовлені браком або надлишком компонентів порівняно зі стехіометричною формулою, називаються стехіометричними дефектами в кристалах. До лінійних дефектів у кристалах належать дислокації, до плоских — межі зерен кристалів, ряди та сітки дислокацій тощо.

Згідно з загальноприйнятою класифікацією, розрізняють такі дефекти кристалічної ґратки :
– пустий вузол, створений внаслідок випадання з ідеальної ґратки атома або йона;
– власний атом або йон ґратки, розташований між її вузлами;
– чужорідний атом або йон, розташований між вузлами ґратки;
– чужорідний атом, який заміщає власний атом ґратки;
– йон у ґратці в нормальному стані, але з аномальним зарядом.
Практично у кристалічній ґратці завжди існують порушення стехіометричного складу елементів, який характеризується формулою мінералу. На окремих ділянках поверхні можуть спостерігатися стехіометричні надлишки як металу, так і металоїду. Міжвузлові йони металу та пусті металоїдні вузли є електропозитивними дефектами і місцями – найбільш сприятливими для хімічного закріплення аніонів реагенту, тоді як міжвузлові металоїдні йони та пусті металічні вузли є електронегативними дефектами з протилежними властивостями. Стехіометричний надлишок металоїдів характерний переважанням електронегативних дефектів, що запобігають хімічному закріпленню аніонів реагенту, а при надлишку металу переважають електропозитивні дефекти, що сприяє закріпленню мінералом аніонів реагенту.
Електропозитивні дефекти є центрами притягання електронів, електронегативні – центрами відштовхування електронів.
У процесі взаємодії мінералів з реагентами та іншими компонентами рідкої фази пульпи велику роль відіграють присутні в мінералі домішки, які певною мірою змінюють електронний стан кристалічної ґратки мінералу. Значна частина мінералів володіє напівпровідниковими властивостями і різного роду електронні переходи в них здійснюються легко. Майже всі сульфіди й оксиди, багато сполук ІІІ, IV – VII груп періодичної системи елементів є напівпровідниками. Більшість напівпровідників мають позитивний температурний коефіцієнт електропровідності, тобто їхня електропровідність швидко збільшується при збільшенні температури, на відміну від металів, які при нагріванні стають менш електропровідними. Введення домішок у метали зменшує їхню електропровідність, тоді як напівпровідники різко її збільшують при введенні домішок, від роду яких значною мірою можуть залежати ті властивості напівпровідника, за якими визначається його взаємодія з флотаційними реагентами.

## Наслідки дефектів у кристалах
Дефекти у кристалах істотно впливають на їхні фізичні, механічні, електричні, магнітні, фотоелектричні та інші властивості. Так, точкові дефекти, які в напівпровідниках можуть бути донорами або акцепторами і генерувати носії струму (електрони і дірки), зумовлюють домішкову електропровідність. В іонних кристалах внаслідок взаємодії точкових дефектів з електронами й дірками утворюються так звані центри забарвлення. До них належать F- і V-центри, які поглинають світло відповідно у видимій та ультрафіолетовій ділянці спектра. Перший утворюється вакантним вузлом негативного іона, який захопив електрон, другий — вакантним вузлом позитивного іона, який захопив дірку. Процеси взаємної дифузії твердих тіл, хімічні реакції у твердому стані пов'язані з природою та рухом дефектів у кристалах. Дефекти, особливо лінійні та поверхневі, дуже впливають на пластичність, в'язкість, пружність та міцність кристалів.